# Scontri all'aeroporto di Zvartnots
Gli scontri all'aeroporto di Zvartnots si verificarono il 5 luglio 1988 tra i manifestanti armeni e le truppe sovietiche all'aeroporto internazionale di Zvartnots, alla periferia di Erevan.
Dopo la disapprovazione delle richieste armene per una soluzione sulla disputa del Nagorno-Karabakh da parte della conferenza del Partito Comunista dell'Unione Sovietica alla fine di giugno, scoppiò a Erevan una nuova ondata di manifestazioni. Il governo sovietico inviò truppe a Erevan per "ristabilire l'ordine". Migliaia di manifestanti armeni si radunarono all'aeroporto di Zvartnots per bloccare l'ingresso delle truppe sovietiche. Ci fu uno scontro tra le truppe e i manifestanti. Le forze di sicurezza aprirono il fuoco uccidendo una persona e ferendone decine. L'evento diffuse in Armenia un sentimento antisovietico.